# ジェーン・ローダー
ジェーン・ローダー（Jayne Loader）として知られる、エリナー・ジェーン・ローダー（Eleanor Jayne Loader、1951年 - ）は、アメリカ合衆国の映画監督、作家。彼女は、ピアース・ラファティ、ケヴィン・ラファティとともに映画『アトミック・カフェ』（1982年）を共同監督し、著作として小説『Between Pictures』（1986年、 ISBN 0-312-91345-1）や短編集『Wild America』（1989年、 ISBN 0-8021-1106-8）を発表している。ジェーン・ローダーは「パブリック・シェルター (Public Shelter)」という名のCD-ROMを発表し、同名のウェブサイトも構築した。1995年から1997年にかけては、最も初期のブログのひとつであった「World Wide Wench」を作成していた。現在は、メイン州フレンドシップ(Friendship)に住んでいる。

## 経歴
ローダーは、テキサス州ウェザーフォード(Weatherford)に生まれた。1956年にフォートワースに移り、当地のR・L・パシェル高等学校(R. L. Paschal High School)を1969年に卒業した。1973年、ローダーはオレゴン州ポートランドのリード・カレッジ(Reed College)を卒業し、アメリカ研究専攻で学士(B.A.)を得た。1976年には、ミシガン州アナーバーのミシガン大学からアメリカ文化研究専攻の修士(M.A.)を得た。

## 家族
ローダーを育てた母エセル・マッキンリー・スモール(Ethel McKinley Small)は、葬祭業の経営者である。父ジェイ・ゴードン・ローダー(Jay Gordon Loader)は、フロリダ州セントピーターズバーグのフロリダ電力(Florida Power Corporation)に勤め、書記会計役を最後に退職した人物であった。ローダーの両親は、ともにアラバマ大学出身で、父ジェイ・ローダーは同大学の有名なマーチングバンドであるミリオン・ダラー・バンド(the Million Dollar Band)でドラムメジャー（鼓手長）と呼ばれる指揮者を務めていた。第二次世界大戦中、ジェイ・ローダーは、陸軍第10山岳師団に所属していた。戦後、彼はプロのローラースケーターとしてグロリア・ノード(Gloria Nord)のレビュー『Skating Vanities』の一員として巡業に参加したこともあった。
ローダーの夫は、ハーバード大学教授の天文学者ロバート・キルシュナーである。ローダーとキルシュナーの初対面は1982年であったが、1995年にキルシュナーがローダーのウェブサイトを訪れたことがきっかけで交際に発展し、ふたりは1999年にテキサス州ダラスで挙式した。結婚後もローダーは姓を改めていない。2001年から2007年にかけて、キルシュナーとローダーの夫妻は、ハーバード大学の12ある学部学生用寄宿舎のひとつ、クインシー・ハウス(Quincy House)の寮監を務めた。

## 著書
- Between Pictures (1986, ISBN 0-312-91345-1)
- Wild America (1989, ISBN 0-8021-1106-8)